# Vlag van 's-Gravenbrakel
De vlag van 's-Gravenbrakel is bevestigd door het gemeentebestuur als de vlag van de Henegouwse gemeente 's-Gravenbrakel. De vlag kan als volgt worden beschreven:
Drie even lange banen van zwart, van wit en van blauw, met de zwarte toren uit het wapen (waarbij de toren effen zwart is) in het midden van de witte baan.
De kleuren van de vlag en de toren zijn afkomstig op het gemeentewapen.
De Raad van Heraldiek en Vexillologie (Frans: Conseil d’héraldique et de vexillologie) stelde een vlag met drie even hoge banen van blauw, van wit en van zwart, die niet in gebruik is.

Vlagontwerp van de Raad van Heraldiek en Vexillologie